# Фазлый, Камил
Камил Фазлый (настоящее имя Фазлутдинов Камил Назмеевич; баш. Камил Фазлый; Фазлетдинов Камил Нәжми улы; 15 февраля 1949, Тузлукуш, Башкирская АССР — 23 июня 2025, Тузлукуш, Башкортостан) — советский писатель, учитель, директор школы. Член союза писателей (1997), член Союза журналистов (2005).

## Биография
Камил Фазлутдинов родился 15 февраля 1949 года в селе Тузлукуш Белебеевского района БАССР. В родном селе окончил среднюю школу, стал работать в Баймурзинской школе. В Белебее работал в отделе внутренних дел, но занимался этим недолго. В эти годы у молодого милиционера возникло желание посвятить себя педагогике и работе с детьми. После службы в рядах Красной армии, в 1970 году поступил в Башкирский Государственный Университет на факультет филологии. Окончив БГУ в 1975 году, вернулся в родное село Тузлукуш и начал работать учителем средней школы. В 1983 году стал директором школы, проработав аж 11 лет.
За хорошую работу в области образования был удостоен почётного звания «Заслуженный учитель Республики Башкортостан». Также является отличником образования республики и лауреатом премии Президента России в конкурсе лучших учителей Российской Федерации. Кроме педагогической деятельности Камил Назмеевич долгое время занимается писательством в жанрах поэзии и прозы. Его произведения издаются на башкирском и татарском языках. Считается писателем-сатириком, поскольку в основном его труды — это смешные произведения, в которых рассказывает нам о важных проблемах общества в обычной жизни.
Умер 23 июня 2025 года в возрасте 76 лет в Тузлукуше.